# 1464
| 1464               |
| ------------------ |
| Dødsfald - Fødsler |
|                    |

| Gregoriansk kalender | 1464 MCDLXIV            |
| Ab urbe condita      | 2217                    |
| Armensk kalender     | 913 ԹՎ ՋԺԳ              |
| Kinesiske kalender   | 4160 – 4161 癸未 – 甲申 |
| Etiopisk kalender    | 1456 – 1457             |
| Jødisk kalender      | 5224 – 5225             |
| Hindukalendere       |                         |
| - Vikram Samvat      | 1519 – 1520             |
| - Shaka Samvat       | 1386 – 1387             |
| - Kali Yuga          | 4565 – 4566             |
| Iransk kalender      | 842 – 843               |
| Islamisk kalender    | 868 – 869               |

Konge i Danmark: Christian 1. 1448-1481
Se også 1464 (tal)

## Begivenheder
- 29. juni - Svenskerne gør oprør mod Christian 1., der bliver afsat som konge af Sverige. Rigsforstander Kettil Karlsson (Vasa) overtager.

## Dødsfald
- 11. august - Nikolaus von Kues, tysk kardinal (født 1401).
- 14. august – Pave Pius 2. fra 1458 til sin død (født 1405).